# Янчик далатський
Я́нчик далатський (Pteruthius annamensis) — вид горобцеподібних птахів родини віреонових (Vireonidae). Ендемік В'єтнаму. Раніше вважався підвидом білобрового янчика, однак були визнаний окремим видом.

## Поширення і екологія
Далатські янчики є ендеміками плато Далат, розташованого на півдні В'єтнаму. Вони живуть у вологих гірських тропічних лісах.